# Педру Сантана Лопіш
Пе́дру Міге́л де Санта́на Ло́піш (порт. Pedro Miguel de Santana Lopes; *29 червня 1956, Лісабон) — португальський політик-соціал-демократ, прем'єр-міністр Португалії з 29 червня 2004 до 12 березня 2005 року.

## Біографія
Сантана Лопіш закінчив Лісабонський університет і вже у 1976 році вступив у PSD, в лавах якої почав політичну кар'єру, ставши у 1979 році секретарем прем'єр-міністра Франсішку Са Карнейру, а в 1986 році — заступником державного секретаря в уряді Анібала Каваку Сілви. У 1987—1990 роках він був депутатом Європейського парламенту, очолюючи список PSD на виборах туди, у 1995—1997 — президентом футбольного клубу «Спортінг», у 1998—2001 — мером Фігейра-да-Фош (це був єдиний випадок, коли Сантана Лопіш перебував на посаді весь відведений термін), а в 2002—2004 — мером Лісабона. Також він працював політичним і спортивним коментатором в газетах і на телебаченні. Після трьох невдалих спроб стати головою PSD Сантана Лопіш прийняв у 2001 пропозицію від тодішнього голови партії Жозе Мануела Дурау Баррозу стати його заступником, а після переходу Баррозу на посаду голови Європейської комісії став у 2004 році його наступником на посаді прем'єр-міністра.
Той факт, що Сантана Лопіш на момент призначення на посаду не був депутатом парламенту, економічні проблеми і страйк вчителів призвели до того, що президент Жорж Сампайю призначив у 2005 році дострокові парламентські вибори, на яких впевнену перемогу здобула соціалістична партія (45 %) на чолі з Жозе Сократешем.